# Mikael II Komnenos Doukas
Mikael II Komnenos Doukas, död 1266, var en frankisk monark. Han var despot av despotatet Epirus 1230–1266.